# Chrysotachina aldrichi
Chrysotachina aldrichi là một loài ruồi trong họ Tachinidae.